# Oedignatha spadix
Espèce
Oedignatha spadix est une espèce d'araignées aranéomorphes de la famille des Clubionidae.

## Distribution
Cette espèce est endémique de l'Indonésie. Elle se rencontre à Bali, à Sumbawa et à Sulawesi.

## Description
Le mâle holotype mesure 5,50 mm et la femelle paratype 5,50 mm.

## Publication originale
- Deeleman-Reinhold, 2001 : Forest spiders of South East Asia: with a revision of the sac and ground spiders (Araneae: Clubionidae, Corinnidae, Liocranidae, Gnaphosidae, Prodidomidae and Trochanterriidae. Brill, Leiden, p. 1-591.